# Renate Reinsve
Renate Reinsve (Solbergelva, 24 november 1987) is een Noors actrice.

## Biografie
Renate Reinsve werd in 1987 geboren in Solbergelva en studeerde af aan de Theateracademie. Ze debuteerde in het toneelstuk Peer Gynt in het Trøndelag Teater in Trondheim. In 2014 won ze de Heddaprisen voor beste vrouwelijke bijrol als lerares in Der Besuch der alten Dame van Friedrich Dürrenmatt, in een productie geregisseerd door Tyra Tønnessen in het Trøndelag Theater.
In 2016 werd ze genomineerd voor de Amandaprisen voor beste vrouwelijke bijrol in de film Welcome to Norway.
In januari 2018 kreeg ze een hoofdrol in de komische NRK-televisieserie Nesten voksen. Op het filmfestival van Cannes 2021 brak Reinsve door als actrice met de hoofdrol in Joachim Trier's filmkomedie Verdens verste menneske waarbij ze geprezen werd door zowel internationale als Noorse filmrecensenten en bekroond werd als beste actrice.

## Prijzen en nominaties
De belangrijkste:
| Jaar | Prijs         | Categorie                | Film                    | Uitslag     |
| ---- | ------------- | ------------------------ | ----------------------- | ----------- |
| 2021 | Beste actrice | Filmfestival van Cannes  | Verdens verste menneske | Gewonnen    |
| 2016 | Amandaprisen  | Beste vrouwelijke bijrol | Welcome to Norway       | Genomineerd |